# Tv·2
TV-2 ist eine dänische Pop- und Rockgruppe. Sie wurde 1981 gegründet und ist mit ihren dänischen Texten bekannt geworden. Sie bezeichnet sich selbst als Danmarks kedeligste orkeste, was ungefähr für langweiligste Band Dänemarks steht.
Bei den Danish Music Awards 2006 bekam TV-2 die Auszeichnungen für das beste Popalbum, die Hitsingle des Jahres; der Sänger Steffen Brandt wurde bester Singer/Songwriter des Jahres, und die Band erhielt den Special Prize of Honour vom IfpI, dem Verband der Dänischen Phono-Industrie.

## Diskografie

### Studioalben
- 1981: Fantastiske Toyota
- 1982: Verden er vidunderlig
- 1983: Beat
- 1984: Nutidens unge (DK: Gold)
- 1985: Rigtige mænd (gider ikke høre mere vrøvl) (DK: Platin)
- 1987: En dejlig torsdag
- 1988: Nærmest lykkelig (DK: Platin)
- 1990: Vi blir alligevel aldrig voksne
- 1991: Slaraffenland
- 1992: Greatest – De unge år (DK: ×8Achtfachplatin )
- 1994: Verdens lykkeligste mand
- 1995: Kys bruden
- 1998: Yndlingsbabe

| Jahr | Titel                       | Höchstplatzierung, Gesamtwochen, AuszeichnungChartsChartplatzierungen (Jahr, Titel, Platzierungen, Wochen, Auszeichnungen, Anmerkungen) | Anmerkungen                             |
| Jahr | Titel                       | DK | Anmerkungen                             |
| ---- | --------------------------- | --- | --------------------------------------- |
| 2001 | Amerika                     | DK1 Platin · (12 Wo.)DK | Erstveröffentlichung: 29. Januar 2001   |
| 2002 | På kanten af småt brandbart | DK2 Gold · (20 Wo.)DK | Erstveröffentlichung: 11. November 2002 |
| 2005 | De første kærester på månen | DK1 ×8Achtfachplatin · (39 Wo.)DK | Erstveröffentlichung: 7. November 2005  |
| 2007 | For dig ku jeg gøre alting  | DK1 ×2Doppelplatin · (24 Wo.)DK | Erstveröffentlichung: 19. November 2007 |
| 2011 | Showtime                    | DK1 Platin · (22 Wo.)DK | Erstveröffentlichung: 14. Februar 2011  |
| 2015 | Det gode liv                | DK1 Gold · (17 Wo.)DK | Erstveröffentlichung: 26. Februar 2015  |
| 2018 | Tæt trafik i Herning        | DK2 (6 Wo.)DK | Erstveröffentlichung: 9. November 2018  |

### Livealben
- 1987: Fri som fuglen – Live 87
- 1999: Verdens lykkeligste band – Live 99
- 1999: Manden der ønskede sig en havudsigt

### Kompilationen
| Jahr | Titel                       | Höchstplatzierung, Gesamtwochen, AuszeichnungChartsChartplatzierungen (Jahr, Titel, Platzierungen, Wochen, Auszeichnungen, Anmerkungen) | Anmerkungen                            |
| Jahr | Titel                       | DK | Anmerkungen                            |
| ---- | --------------------------- | --- | -------------------------------------- |
| 2004 | Hits                        | DK2 ×2Doppelplatin · (49 Wo.)DK |                                        |
| 2012 | Bag duggede ruder 1981-2012 | DK5 Gold · (20 Wo.)DK | Erstveröffentlichung: 26. Oktober 2012 |

### Singles
| Jahr | Titel Album                                   | Höchstplatzierung, Gesamtwochen, AuszeichnungChartsChartplatzierungen (Jahr, Titel, Album, Platzierungen, Wochen, Auszeichnungen, Anmerkungen) | Anmerkungen |
| Jahr | Titel Album                                   | DK | Anmerkungen |
| ---- | --------------------------------------------- | --- | ----------- |
| 2002 | Jordens heldigste På kanten af småt brandbart | DK3 (1 Wo.)DK |             |
| 2007 | S.o.m.m.e.r. For dig ku jeg gøre alting       | DK1 (14 Wo.)DK |             |
| 2011 | Fuck den kærlighed Showtime                   | DK37 (2 Wo.)DK |             |

Weitere Singles
- 1984: Lanternen (DK: Platin)
- 1984: Be Bab A Lu La (DK: Gold)
- 1985: Hele verden fra forstanden (DK: Gold)
- 1985: Rigtige mænd (DK: Gold)
- 1987: Tidens Kvinder (DK: Gold)
- 1988: Alt Hvad Hun Ville Var At Danse (DK: Platin)
- 1988: Kys net du (mit Michael Bruun, DK: Gold)
- 1995: Kys Bruden (DK: Gold)
- 1998: Der Går Min Klasselærer (DK: Gold)
- 2005: De første kærester på månen (DK: ×2Doppelplatin )
- 2007: For dig ku’ jeg gøre alting (DK: Gold)
- 2012: Bag Duggede Ruder (DK: Platin)
- 2013: Eventyr For Drømmere (mit Magtens Korridorer, DK: Gold)